# Záhony
Záhony è una città di 4.675 abitanti situata nella contea di Szabolcs-Szatmár-Bereg, nell'Ungheria nord-orientale.

## Amministrazione

### Gemellaggi
- Čop, Ucraina
- Čierna, Slovacchia

- Wikimedia Commons contiene immagini o altri file su Záhony